# Klawisze przewijania strony

Klawisze przewijania strony pomiędzy innymi klawiszami

Klawisze przewijania strony – dwa klawisze znajdujące się powszechnie na klawiaturze komputerowej: Page Up i Page Down.
Klawisze przewijania stron są przeważnie używane do przewijania w górę lub w dół otwartych dokumentów. Dystans przewijania może być w różny w różnych aplikacjach. W przypadku, gdy dokument jest krótszy niż dystans przewijania, wciskanie klawiszy przewijania nie zmienia położenia dokumentu, może natomiast przenieść kursor edycji na sam koniec dokumentu.
Klawisze przewijania strony prawie zawsze mają większy dystans przewijania niż klawisze strzałek i kółka przewijania myszy komputerowej.
W wielu programach, na rozmaitych systemach operacyjnych, jeśli jeden z klawiszy przewijania strony zostanie wciśnięty także z klawiszem ⇧ Shift w edytorze tekstu czy polu edycji (textarea), cały przewinięty tekst zostanie zaznaczony. Naciśnięcie następnego klawisza może to skasować lub zachować - zależy to od oprogramowania (na przykładzie przeglądarek www w systemie Mac OS X 10.4: Firefox działa pod tym względem tak samo jak Safari, natomiast Opera 10 trochę inaczej).